# Guillermo Nantes
Guillermo Nantes ist ein uruguayischer Triathlet und Duathlet.
Nantes startete bei einer Vielzahl nationaler und internationaler Meisterschaften, jedoch gelang es ihm auf internationaler Ebene nicht, bis in die absolute Leistungsspitze vorzustoßen. Bereits seit dem Jahr 2000 regelmäßig bei Panamerika- und Südamerikameisterschaften im Triathlon an den Start gehend, entschied er 2001 die Uruguayische Meisterschaft zu seinen Gunsten. Bei den Südamerikaspielen 2002 in Rio de Janeiro belegte er den 10. Platz. Im selben Jahr wurde er zudem zum zweiten Mal Uruguayischer Meister, wofür er im März 2003 seitens des Uruguayischen Sportministeriums im Rahmen einer Veranstaltung zur Ehrung aller Uruguayischen Meister des Jahres 2002 ausgezeichnet wurde. Im August jenes Jahres nahm Nantes dann erstmals an den Panamerikanischen Spielen teil und schloss den dortigen Wettbewerb als 28. ab. 2004 siegte Nantes bei den Uruguayischen Meisterschaften der Rettungsschwimmer und war in diesem Bereich bei den Südamerikameisterschaften in Brasilien ebenfalls Titelträger, 2005 und 2006 wurde er jeweils Uruguayischer Meister im Duathlon. Im Oktober 2006 ist ein Start bei den Iberoamerikanischen Meisterschaften in Baeza für Nantes verzeichnet, bei denen es für ihn lediglich zu Rang 45 im Endklassement reichte. Im Folgemonat verliefen die Südamerikaspiele in Buenos Aires für ihn erfolgreicher. Bei dieser Veranstaltung erreichte er das Ziel als Elfter. Seine Teilnahme im März 2007 an den Südamerikameisterschaften in Salinas endete für ihn auf dem 17. Rang. Bei den Panamerikanischen Spielen 2007 gehörte er erneut zum Aufgebot Uruguays. Dort erkämpfte er im Wettbewerb den 28. Platz. In der Saison 2006/07 verbuchte Nantes den Gewinn seines dritten uruguayischen Meistertitels im Triathlon. Im Januar 2009 in La Paz überquerte er die Ziellinie als 21.